# Политотдельский (Прохоровский район)
Политотдельский — посёлок в Прохоровском районе Белгородской области. Входит в состав Береговского сельского поселения.

## География
Посёлок Политотдельский находится в 6 километрах от райцентра Прохоровки. Рядом с посёлком проходит автодорога федерального значения М2 и железная дорога.
В пределах земельных угодий посёлка находится Звонница и Музей-заповедник «Прохоровское поле».

## Население
| 2002 | 2010 |
| ---- | ---- |
| 343  | ↘340 |